# Not com.mercial
Not com.mercial è il ventiquattresimo album di inediti della cantante e attrice statunitense Cher, pubblicato l'8 novembre 2000. Tutte le tracce contenute in questo album sono state scritte da Cher.

## Descrizione
La maggior parte di Not.com.mercial è stato scritto da Cher nel 1994 quando si ritirò in Francia . La canzone Born with the Hunger è stata scritta da Eikhardt e Classified 1A è una nuova versione remixata del suo brano del 1970 scritto da Sonny Bono sotto consiglio di Cher. Il folk rock album a tema con alcune ballate lente è stato proposto alla Warner UK quando Cher ha firmato un contratto con la società all'inizio del 1995. Rob Dickins, capo della Warner, ha rifiutato il progetto perché "non commerciale".
Nel 1999 Cher ha deciso che era giunto il momento di pubblicare il disco in esclusiva per i fan attraverso il suo sito web e Artist Direct. Da Not.com.mercial non sono stati estratti singoli . Comunque il brano Born with the Hunger è stato pubblicato sulla versione internazionale di The Very Best of Cher.
Nessuna delle canzoni è mai stata cantata dal vivo e poco si sa dello stesso album, anche se di Cher le note sulla copertina spiegano molto. La canzone (The Fall) Kurt's Blues, scritta con Pat MacDonald di Timbuk3 e Bruce Roberts, è il suo omaggio al cantante rock Kurt Cobain, che si è suicidato nel 1994.

## Tracce
1. Still – 6:15 (Cher)
2. Sisters of Mercy – 5:01 (Cher)
3. Runnin' – 3:56 (Cher)
4. Born with the Hunger – 4:05 (Eikhardt, Cher)
5. The Fall (Kurt's Blues) – 5:17 (Cher)
6. With or without You – 4:35 (Cher)
7. Fit to Fly – 3:53 (Cher)
8. Disaster Cake – 3:25 (Cher)
9. Our Lady of San Francisco – 2:15 (Cher)
10. Classified 1A – 2:55 (Bono, Cher)